# Колония-Пальма
Колония-Пальма (исп. Colonia Palma) — населённый пункт на севере Уругвая, на территории департамента Артигас.

## География
Расположен в юго-западной части департамента, к востоку от реки Уругвай, на расстоянии приблизительно 115 километров (по прямой) к западу-юго-западу (WSW) от города Артигаса, административного центра департамента. Абсолютная высота — 97 метров над уровнем моря. Через Колония-Пальму проходит национальная автомагистраль № 3.

## История
13 сентября 2006 года получил статус села (Pueblo) постановлением № 18.014.

## Население
По данным переписи 2011 года, численность населения составляла 440 человек (221 мужчина и 219 женщин). Имелось 165 домов. Динамика численности населения Колония-Пальма по годам:
| Год  | Население |
| ---- | --------- |
| 1996 | 166       |
| 2004 | 416       |
| 2011 | 440       |